# 滯點
滞点（英語：Stagnation point），是流体力学术语，是指流场中速度为零的点。从伯努利方程可以发现，流场中速度为零的点，静压最大，因此滞点的静压最大。该处的静压被称为滞止压强，温度被称为滞止温度。

## 书目
- Clancy, L.J. (1975), Aerodynamics, Pitman Publishing Limited, London. ISBN 0-273-01120-0